# RW Близнецов
RW Близнецов (лат. RW Geminorum, HD 250371) — кратная звезда в созвездии Близнецов на расстоянии приблизительно 3 246 световых лет (около 996 парсеков) от Солнца. Возраст звезды определён как около 1,4 млрд лет.
Пара первого и второго компонентов — двойная затменная переменная звезда типа Алголя (EA:). Видимая звёздная величина звезды — от +11,76m до +9,53m. Орбитальный период — около 2,8655 суток.
Переменность RW Близнецов открыта M. и G. Wold.

## Характеристики
Первый компонент — бело-голубая звезда спектрального класса B5V, или B5-6V, или B5,5, или B6V, или B8. Масса — около 4,95 солнечных, радиус — около 3,5 солнечных, светимость — около 630,957 солнечных. Эффективная температура — около 15450 К.
Второй компонент — жёлто-белая звезда спектрального класса F5, или F5Ib-I, или F0IV, или F0III, или F2IV, или F8IV. Масса — около 1,45 солнечной, радиус — около 4,55 солнечных, светимость — около 36,308 солнечных. Эффективная температура — около 6640 К.
Третий компонент — коричневый карлик. Масса — около 62,95 юпитерианских. Удалён в среднем на 2,347 а.е..
Четвёртый компонент — белая звезда спектрального класса A. Видимая звёздная величина звезды — +11,29m. Эффективная температура — около 8154 К. Удалён на 20,7 угловых секунды.